# Polyarrhena stricta
Polyarrhena stricta là một loài thực vật có hoa trong họ Cúc. Loài này được Grau miêu tả khoa học đầu tiên.